# Dawes-Plan

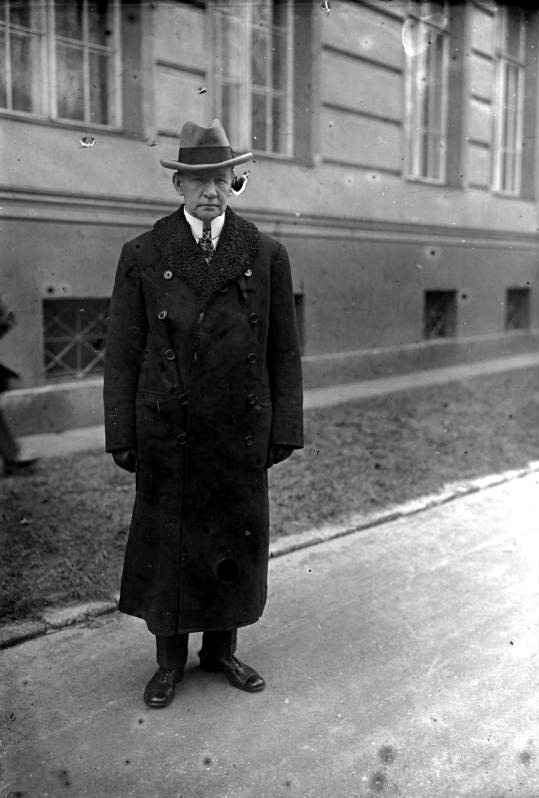
Der Namensgeber des Plans, der spätere amerikanische Vizepräsident Charles G. Dawes, Aufnahme aus dem Jahr 1931

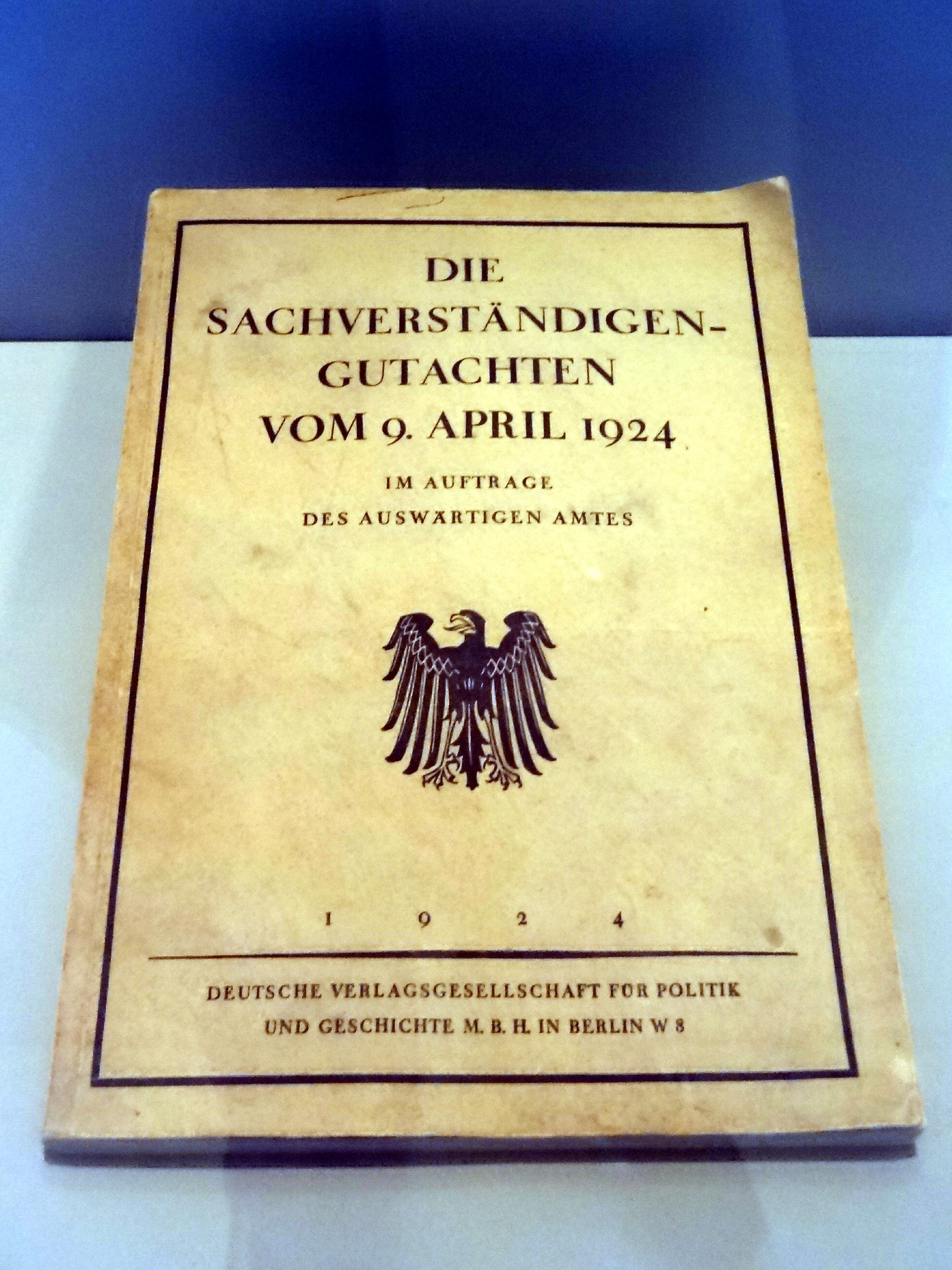
Die Sachverständigen-Gutachten vom 9. April 1924

Der Dawes-Plan vom 16. August 1924 regelte die Reparationszahlungen Deutschlands an die Siegermächte des Ersten Weltkrieges. Diese sollten sich an der wirtschaftlichen Leistungsfähigkeit der Weimarer Republik orientieren. Zugleich wurde eine internationale Anleihe aufgelegt, auf deren Basisdeckung Kredite an die deutsche Wirtschaft vergeben werden konnten.

## Entstehung
Die Reparationskommission beschloss am 30. November 1923 die Einberufung eines Sachverständigenausschusses unter Vorsitz des amerikanischen Finanzexperten Charles Gates Dawes. Die Ausarbeitung des Vertrags begann am 14. Januar 1924 und wurde am 9. April vorgelegt. Der Vertrag wurde am 16. August 1924 in London unterschrieben (Londoner Konferenz) und trat am 1. September 1924 in Kraft. Er wurde möglich nach der Beendigung der deutschen Inflation und ermöglichte durch Anpassung der jährlichen Reparationszahlungen an die Wirtschaftskraft die Stabilisierung der Weimarer Republik.
Der Dawes-Plan wurde vor allem durch Druck aus den USA und die Politik von Gustav Stresemann möglich und erlaubte es der deutschen Wirtschaft, sich zu erholen. Damit war Deutschland bis auf weiteres in der Lage, die Reparationen zu zahlen; die Siegermächte wiederum konnten ihre Kriegskredite an die USA zurückzahlen. Der Dawes-Plan war einer der ersten außenpolitischen Erfolge Deutschlands nach dem Ersten Weltkrieg und bedeutete die außenpolitische Rückkehr der USA nach Europa.

## Inhalt
Der Dawes-Bericht enthält in der Einleitung folgende Worte: „Wir sind an unsere Aufgabe als Geschäftsleute herangegangen, in dem eifrigen Bestreben, positive Ergebnisse zu erzielen … Die von uns vorgeschlagenen Bürgschaften sind wirtschaftlicher und nicht politischer Art.“ Der Dawesplan versucht also, aus einem politischen Problem ein wirtschaftliches zu machen.
Der Dawes-Plan sah vor, dass Deutschland 1924 eine Rate in Höhe von einer Milliarde Goldmark bezahlte. Bis 1928 sollten die Zahlungen auf 2,5 Milliarden Mark steigen und dabei bleiben. Dank eines Transferschutzes ging das Risiko bei Problemen mit der Devisenbeschaffung auf die Empfänger über. Um das Risiko der Währungsabwertung gegenüber den Gläubigerwährungen zu minimieren, war ein neues Reichsbankgesetz im Vertragswerk des Dawes-Plans enthalten. Wesentliche Punkte des nun gültigen Reichsbankgesetzes (RbG 1924) waren:
- RbG § 1: Von der Reichsregierung unabhängige Reichsbank (Unabhängigkeit von der Reichsregierung gab es in gewissem Umfang bereits zuvor, ab Autonomiegesetz vom 26. Mai 1922 gegeben)[5][6]
- RbG § 14: Bildung eines 14-köpfigen Generalrates (1 Brite, 1 Franzose, 1 Italiener, 1 Belgier, 1 Amerikaner, 1 Holländer, 1 Schweizer und sieben Deutsche)
- RbG § 25: Limitierung von Notenbankkredit an den Reichshaushalt („Betriebskredite“)[7]
- RbG § 27: Überwachung der Golddeckung durch einen ausländischen Kommissar
- RbG § 28: 40 % Golddeckung (max. 10 % in goldkonvertiblen Devisen)
- RBG § 29, Abs. 3: Untergrenze des Mindestdiskontsatzes von 5 % (Refinanzierungssatz bzw. „Leitzins“)[8] im Fall der Unterdeckung (unter 40 %) der deutschen Reichsmark[9]

55 % der Reparationen sollten in Geld, der Rest in Sachleistungen erbracht werden. Mit der Organisation der Zahlungen, Devisenankauf, -interventionen, Transfer wurde der Generalagent für Reparationszahlungen Parker Gilbert betraut.
Eine internationale Anleihe von 800 Millionen Reichsmark sollte der Reichsbank als Grunddeckung dienen (zusätzliche 200 Millionen waren selbst aufzubringen). Weiterhin flossen bis 1929 rund 21 Milliarden Mark Kredite ausländischer Banken und Exportfirmen, vor allem aus den USA, nach Deutschland. Außerdem sollte es die Politik der Sicherung von „produktiven Pfändern“ für Reparationszahlungen nicht mehr geben, die Ruhrbesetzung sollte also beendet werden.
Die Quellen für die Reparationen waren Zölle und Steuern, die direkt abgeführt werden mussten, und Zinsen und Tilgung für Schuldverschreibungen in Höhe von 16 Milliarden Goldmark, mit denen die Industrie belastet wurde. Um die Zahlungen zu sichern, wurden Reichsbank und Deutsche Reichsbahn in Aktiengesellschaften umgewandelt und unter internationale Kontrolle gestellt – eine Souveränitätseinschränkung, wie man sie vorher nur China und dem Osmanischen Reich aufgezwungen hatte.
Die Gesamthöhe der Reparationen, die am 5. Mai 1921 auf der Londoner Konferenz auf 132 Mrd. Goldmark, zu verzinsen und zu tilgen in 57 Jahren, festgesetzt worden war, wurde nicht verringert, da diese Zahl vor allem für Frankreich auch eine symbolische Bedeutung hatte. Da sich Frankreich jedoch Anfang 1924 in einer Finanzkrise befand und durch einen Kredit von J. P. Morgan gestützt werden musste, war man in den anderen Punkten weitgehend kompromissbereit. Ein Generalbevollmächtigter für Reparationszahlungen wurde ernannt; dieser sollte sicherstellen, dass die Zahlungen die Stabilität der neuen deutschen Währung nicht gefährdeten.
Auf Druck der Industrie und der Agrarbetriebe und wegen der Beendigung der Ruhrbesetzung stimmten am 29. August 1924 bei der Abstimmung im Reichstag auch Abgeordnete der rechtskonservativ-monarchistischen DNVP für den Dawes-Plan, so dass die nötige Zweidrittelmehrheit erreicht wurde.

## Dawes-Anleihe

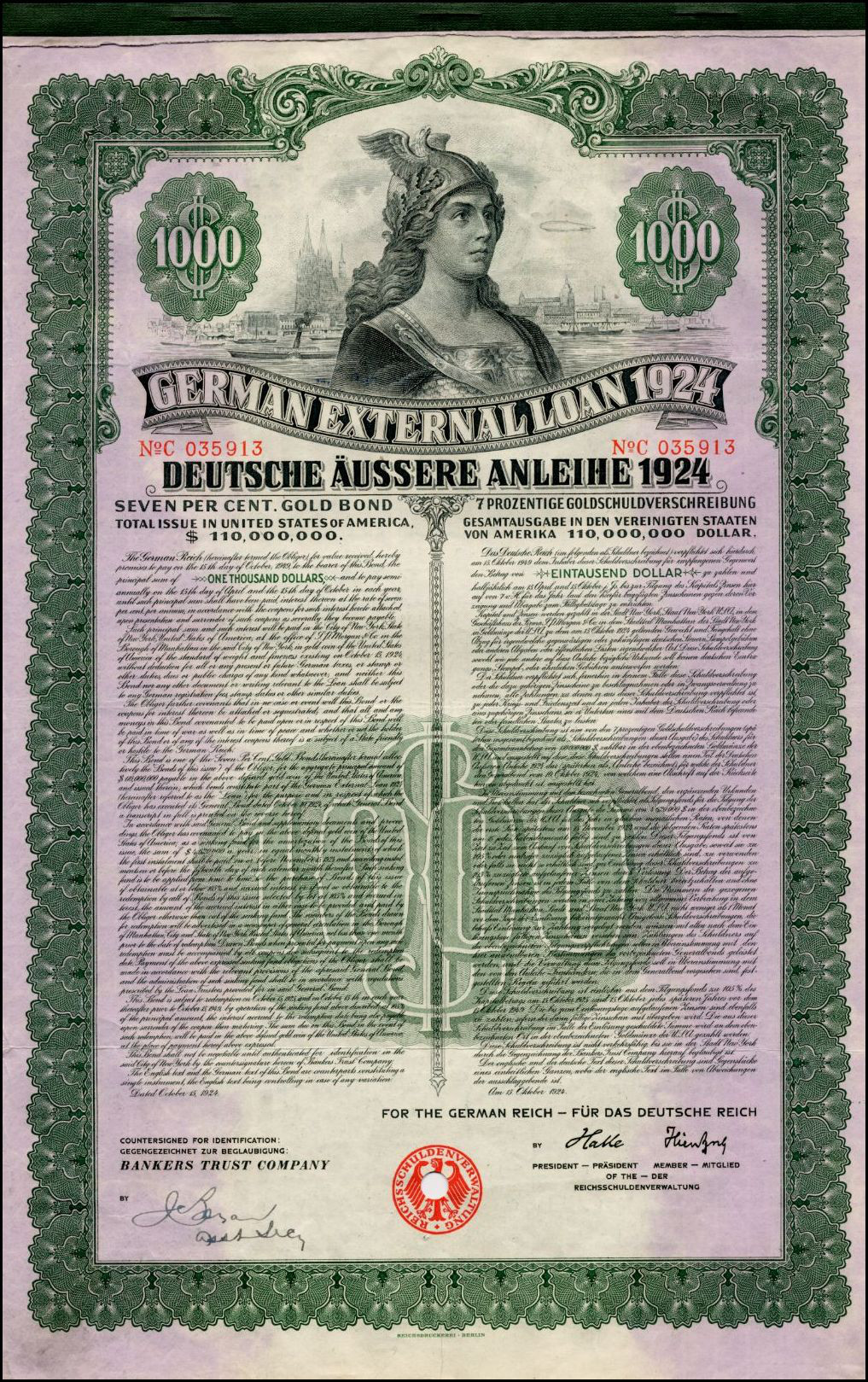
Dawes-Anleihe, 7 % Gold Bond über 1.000 $ von 1924

Die Deutsche Äußere Anleihe 1924 (Dawes-Anleihe) diente nach der Währungsreform als Erstausstattung der Reichsbank und hatte ein Volumen von 800 Millionen Reichsmark, aufgeteilt in verschiedene Währungstranchen. Der Kupon betrug sieben Prozent und die ursprüngliche Laufzeit war 25 Jahre bis 1949. Nach der Machtübernahme Hitlers wurde die Zinszahlung eingestellt. Durch das Londoner Schuldenabkommen von 1953 musste die Anleihe mit neuen Bedingungen wieder bedient werden. Die noch ausstehende Restlaufzeit ging entsprechend der nicht mehr bedienten Jahre 1933 bis 1949 weitere 16 Jahre von 1953 bis 1969, der Kupon wurde allerdings gekürzt. Die rückständigen Zinsen der Jahre 1933 bis 1944 wurden in eine sog. Fundierungsschuldverschreibung umgewandelt und bis 1972 abbezahlt. Die Zinsen von 1945 bis 1952 waren aufgrund des Verhandlungsgeschicks von Hermann Josef Abs erst mit einer Wiedervereinigung Deutschlands nachzuzahlen, verbrieft durch Bezugsscheine. Diese Bezugsscheine wurden zeitweise wie historische Wertpapiere (obwohl weiterhin gültig) zu Niedrigstpreisen verscherbelt, da eine Wiedervereinigung unwahrscheinlich schien. Sie lebten aber am 3. Oktober 1990 auf, so dass Deutschland erneut eine Fundierungsschuldverschreibung (WPKN 117010) mit einem Drei-Prozent-Kupon, einem Volumen von 200 Millionen DM und einer Laufzeit von 20 Jahren ausgab, in die die Bezugsscheine umgewandelt werden konnten. Im Oktober 2010 wurden vom Bundesamt für zentrale Dienste und offene Vermögensfragen die letzten Zahlungen getätigt. Die wenigen Anleihen, bei denen die damaligen Inhaber das Tauschangebot von 1953 nicht annahmen, unterliegen noch der ursprünglichen Gold-Klausel, die eine Rückzahlung in Gold ermöglichte. Vereinzelt werden deshalb Prozesse gegen die Bundesrepublik in den USA geführt. Das Schicksal der Dawes-Anleihe wird von dem der Young-Anleihe geteilt.

## Verabschiedung
Auf Druck der Industrie und der Agrarbetriebe und wegen der Beendigung der Ruhrbesetzung stimmten am 29. August 1924 bei der Abstimmung im Reichstag auch Abgeordnete der rechtskonservativ-monarchistischen DNVP für die Dawes-Gesetze, so dass die nötige Zweidrittelmehrheit erreicht wurde.
In Frankreich spaltete der Plan die öffentliche Meinung: Die Rechte glaubte, mit dem Dawes-Plan gebe man die Errungenschaften des Versailler Vertrags preis und gefährde den Frieden, während die Linke überzeugt war, dass dieser nur auf dem Verhandlungsweg gesichert werden könne. Da der Plan die französische Rechtslage nicht änderte, bedurfte es keiner Ratifizierung durch das Parlament.

## Probleme
Es waren aber bereits Probleme abzusehen:
- Es wurde kein Ende der Reparationszahlungen festgesetzt.
- Die Reichsbank und die Deutsche Reichsbahn wurden unter internationale Kontrolle gestellt. Die politische Rechte kritisierte den Plan auf Grund dieser Souveränitätsbeschränkungen.
- Es war bereits absehbar, dass Deutschland nicht in der Lage sein würde, die 2,5 Milliarden Reichsmark pro Jahr zu zahlen.
- Die Kredite brachten Deutschland zwar einen wirtschaftlichen Aufschwung, führten aber zu einer starken Abhängigkeit von den temporär zur Verfügung gestellten Devisen der US-amerikanischen Gläubiger, deren drohende Abzüge sich in der Weltwirtschaftskrise 1929 verwirklichten und letztlich die Deutsche Bankenkrise mitverursachten.
- Weiterhin hohe Arbeitslosigkeit.

## Beurteilung
In der Forschung wird der Dawes-Plan unterschiedlich beurteilt. Der amerikanische Historiker Walter A. McDougall nennt ihn „eine krachende Niederlage für Frankreich“: Die für Paris so wichtige Frage der interallierten Kriegsschulden sei nicht angegangen worden, dafür sei Deutschland dank der hereinströmenden amerikanischen Privatkredite ein ökonomischer Aufschwung gelungen: Von allen Kriegsteilnehmern des Ersten Weltkriegs sei ihm als erstem die Rückkehr zum Goldstandard gelungen, während der französische Franc in den Folgejahren immer weiter abgewertet worden sei. Frankreichs  Verzicht auf Sanktionen und der bevorstehende Rückzug aus dem Ruhrgebiet und dem Rheinland bedeutete, dass es für ein Mächtegleichgewicht mit dem Reich künftig auf die angelsächsischen Mächte angewiesen gewesen sei, doch die hätten  zunehmend isolationistisch agiert und Frankreich sogar gedrängt, auf wichtige Bestimmungen der Versailler Friedensordung zu verzichten.
Der Wirtschaftshistoriker Albrecht Ritschl fällt ein vernichtendes Urteil über den Dawes-Plan: Er habe den Deutschen keinerlei Anreiz geboten, ihren Zahlungsverpflichtungen nachzukommen und Ressourcen ins Ausland zu transferieren. Daher habe das Deutsche Reich dies planmäßig durch massive Auslandsverschuldung unterlaufen. Die Vorbelastung der deutschen Zahlungsbilanz durch diese Auslandsverschuldung sei eine der Ursachen dafür gewesen, dass Deutschland schwerer als andere Länder unter der Weltwirtschaftskrise der Jahre 1930 bis 1934 zu leiden hatte.